# Platz der Deutschen Einheit (Osnabrück)
Der Platz der Deutschen Einheit liegt in der Innenstadt von Osnabrück direkt vor dem Osnabrücker Theater. Oftmals wird der Platz im Volksmund Theatervorplatz genannt. Im Zuge der Einweihung am 3. Oktober 2010 wurde der Platz der Deutschen Einheit aus der Straße Domhof offiziell ausgegliedert.

## Lage
Die Straße Domhof verläuft an der Südseite des Platzes, der gleichnamige Platz Domhof mit Dom und Domforum befindet sich durch die Straße Kleine Domsfreiheit getrennt auf der Nordseite. Von Westen kommt die Lortzingstraße, die am bekannten Schachbrettmuster in die Straße Domhof übergeht.

## Geschichte
Schon vor der offiziellen Benennung des Platzes stellte die Herrenteichslaischaft 1998 die Plastik Gleiches Gewicht – Gleichgewicht von Joachim Bandau auf. 2010 erhielt der vorher namenlose Platz als Teil der Straße Domhof den Namen Platz der Deutschen Einheit. Am 3. Oktober 2010 enthüllte der damalige Osnabrücker Oberbürgermeister Boris Pistorius zum Gedenken an den 20. Jahrestag der Wiedervereinigung das Straßenschild. Anwesend waren bei der Feier Ehrengäste wie der Bürgerrechtler Friedrich Schorlemmer, Vertreter aus Kultur, Politik und Bundeswehr. Den Anstoß zur Umbenennung hatte die CDU-Stadtratsfraktion mit ihrem Fraktionsvorsitzenden Fritz Brickwedde gegeben.
Im Onlinekartendienst des Anbieters Google wurden mehr als sechs Jahre weder der neue Name Platz der Deutschen Einheit noch der im Volksmund verwendete Name Theatervorplatz eingepflegt. Folge war, dass interessierte Besucher Schwierigkeiten hatten, die Örtlichkeit aufzufinden, da nur die Straße Domhof, also der Zustand vor der Ausgliederung des Platzes angegeben war. Darüber berichtete die Neue Osnabrücker Zeitung im Februar 2017. Später wurde das korrigiert, allerdings zunächst in der Form, dass die gesamte Straße Domhof nun als Platz der Deutschen Einheit geführt wurde und diese folglich über Google maps nicht mehr auffindbar war.
Die Bushaltestelle, die vorher nur Theater hieß, wurde mit dem Fahrplanwechsel 2017 in Theater/Platz der Deutschen Einheit umbenannt.

### PlastikGleiches Gewicht – Gleichgewicht

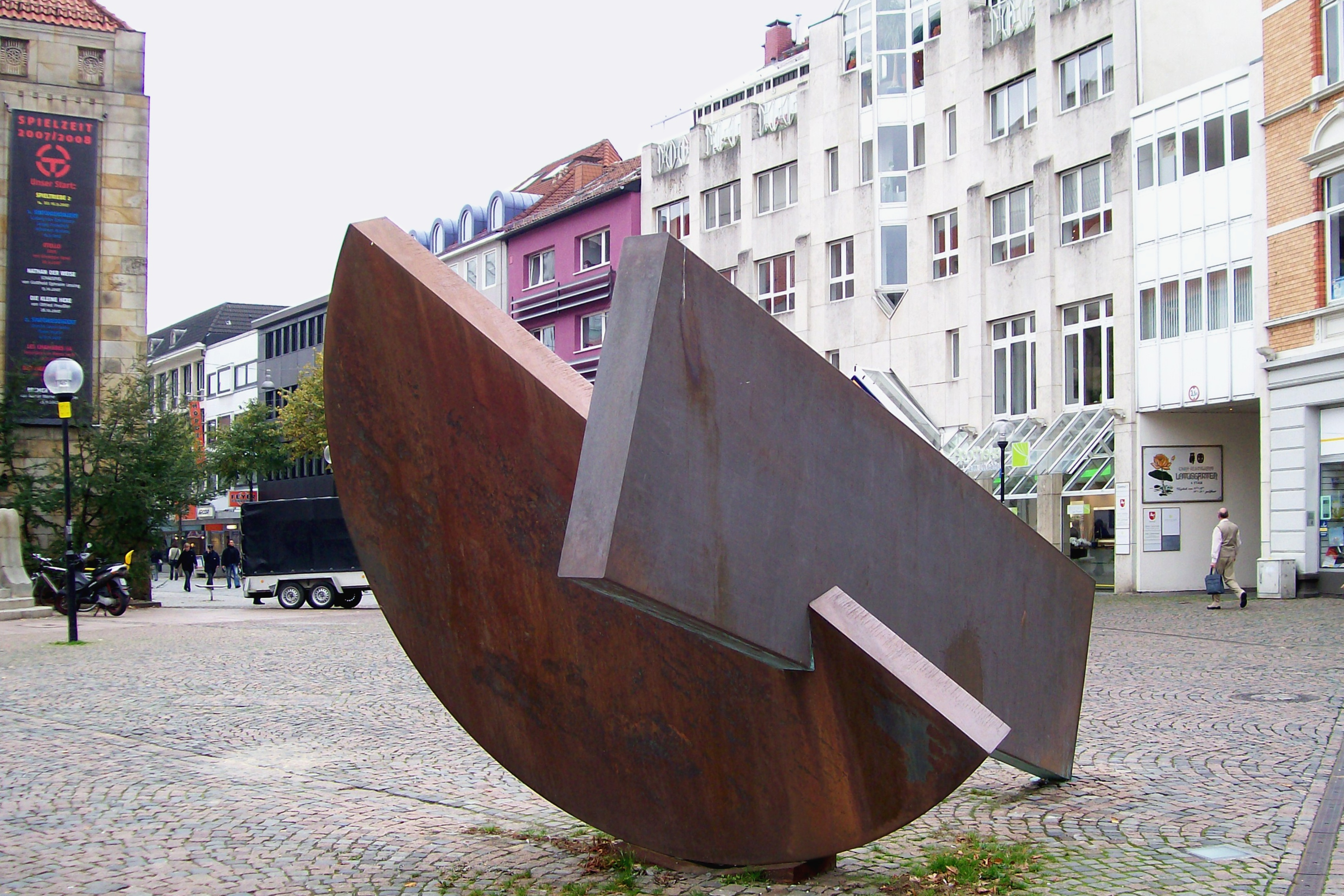
Teil der Plastik Gleiches Gewicht – Gleichgewicht von Joachim Bandau

Nach der Installation der Plastik Gleiches Gewicht – Gleichgewicht wurde der in dem Platz teilversenkte Bereich des Kunstwerks schon häufiger zur Falle für Kraftfahrzeuge. Dieser Teil hat eine rampenartig aus dem Boden ragende runde Stahlplatte, die in der Mitte geknickt ist. Trotz des für Pkw-Verkehr nicht freigegebenen Platzes wird er häufiger zum Drehen und Wenden genutzt, was manchen Fahrzeugführern zum Verhängnis wurde. So verirrte sich 2003 ein VW-Bus auf diese Plastik und blieb dort hängen. Ebenfalls blieb 2007 ein Baustellen-Lkw auf dem Kunstwerk hängen. Am 10. Januar 2018 verfing sich ein 86-jähriger Mann mit seinem SUV auf dem Kunstwerk und musste mit einem Kran geborgen werden.

### Falscher Zebrastreifen

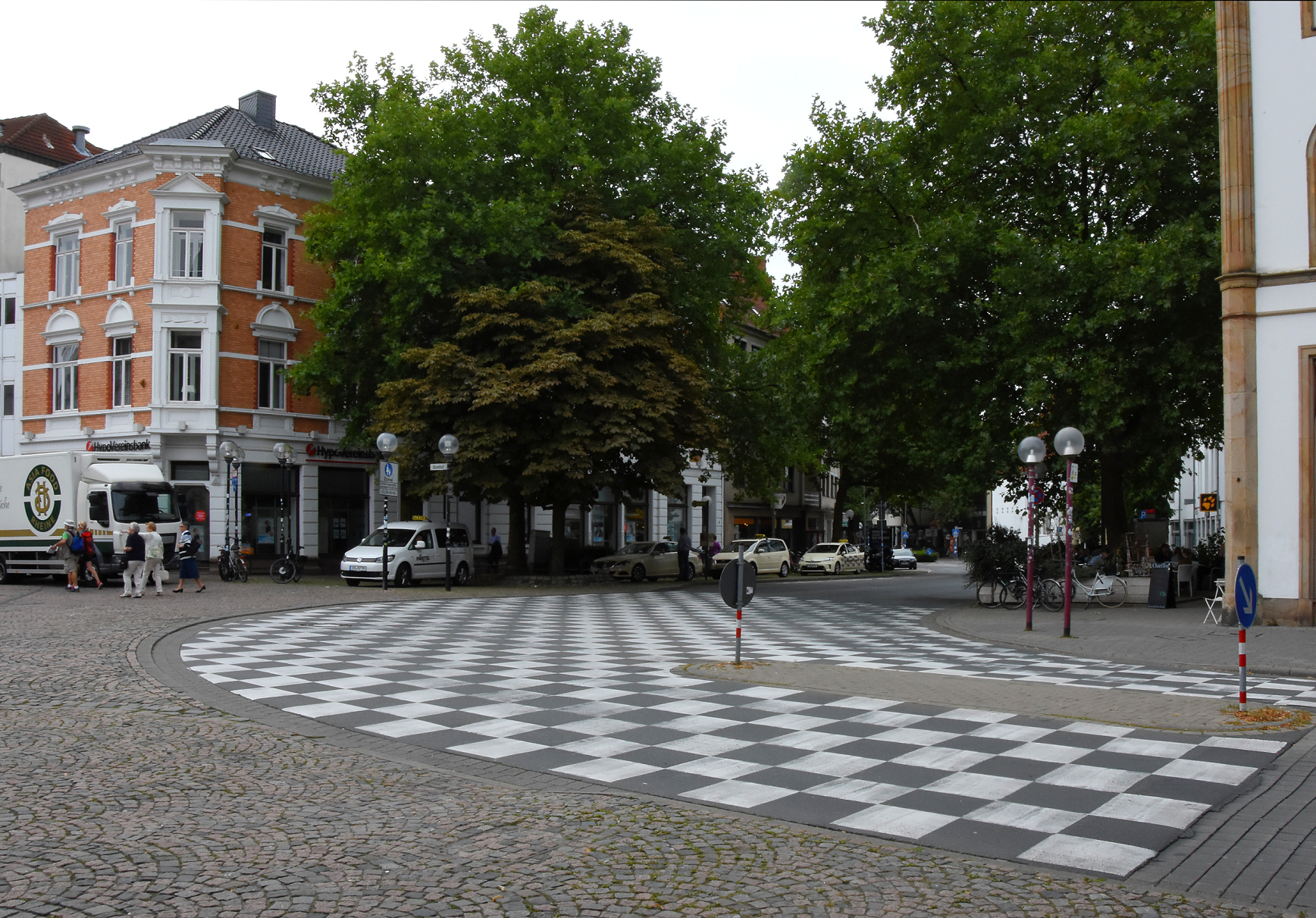
Falscher Zebrastreifen als Schachbrettmuster auf der Straße Lortzingstraße/Domhof

Am Platz der Deutschen Einheit wurde 2001 ein Schachbrettmuster auf der Kreuzung der Straßen Domhof, Kleine Domsfreiheit und Lortzingstraße angelegt, um hier den Unfallschwerpunkt zu entschärfen. Seitdem gab es so gut wie keine Unfälle mehr mit Fußgängerbeteiligung. Zur Ausführung war es gekommen, weil ein Osnabrücker Ratsmitglied eine Anlage dieser Art in Bad Homburg vor der Höhe entdeckt und die praktische Prüfung angeregt hatte.

## Veranstaltungen
Aufgrund der zentralen Lage am Beginn der Fußgängerzone ist der Platz der Deutschen Einheit häufig Ort für Protestaktionen und diverse Veranstaltungen.

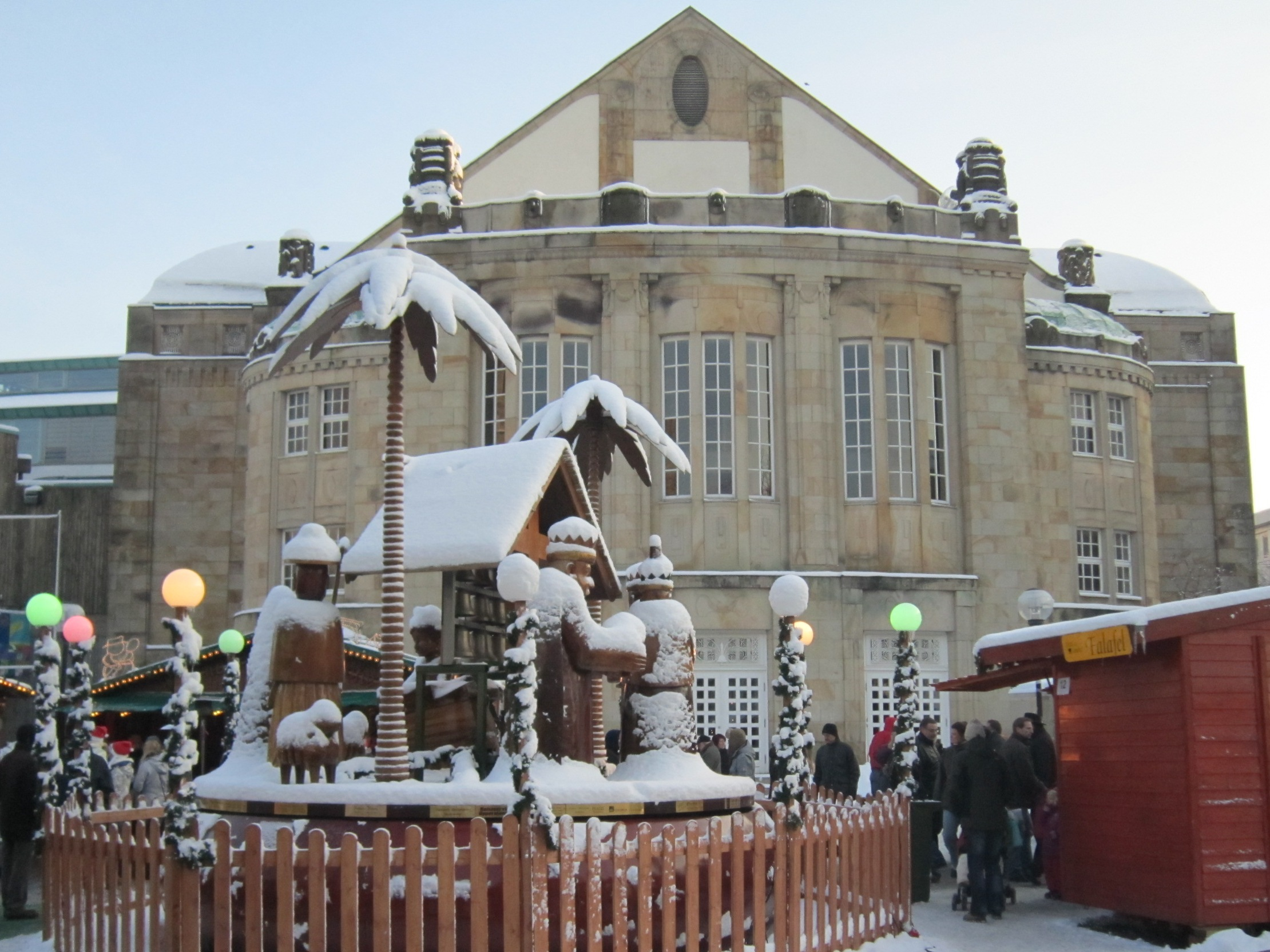
Weihnachtsmarkt auf dem Platz der deutschen Einheit

Veranstaltungen im Laufe des Jahres am Platz der Deutschen Einheit:
- Maiwoche
- Osnabrücker Weihnachtsmarkt

## Galerie

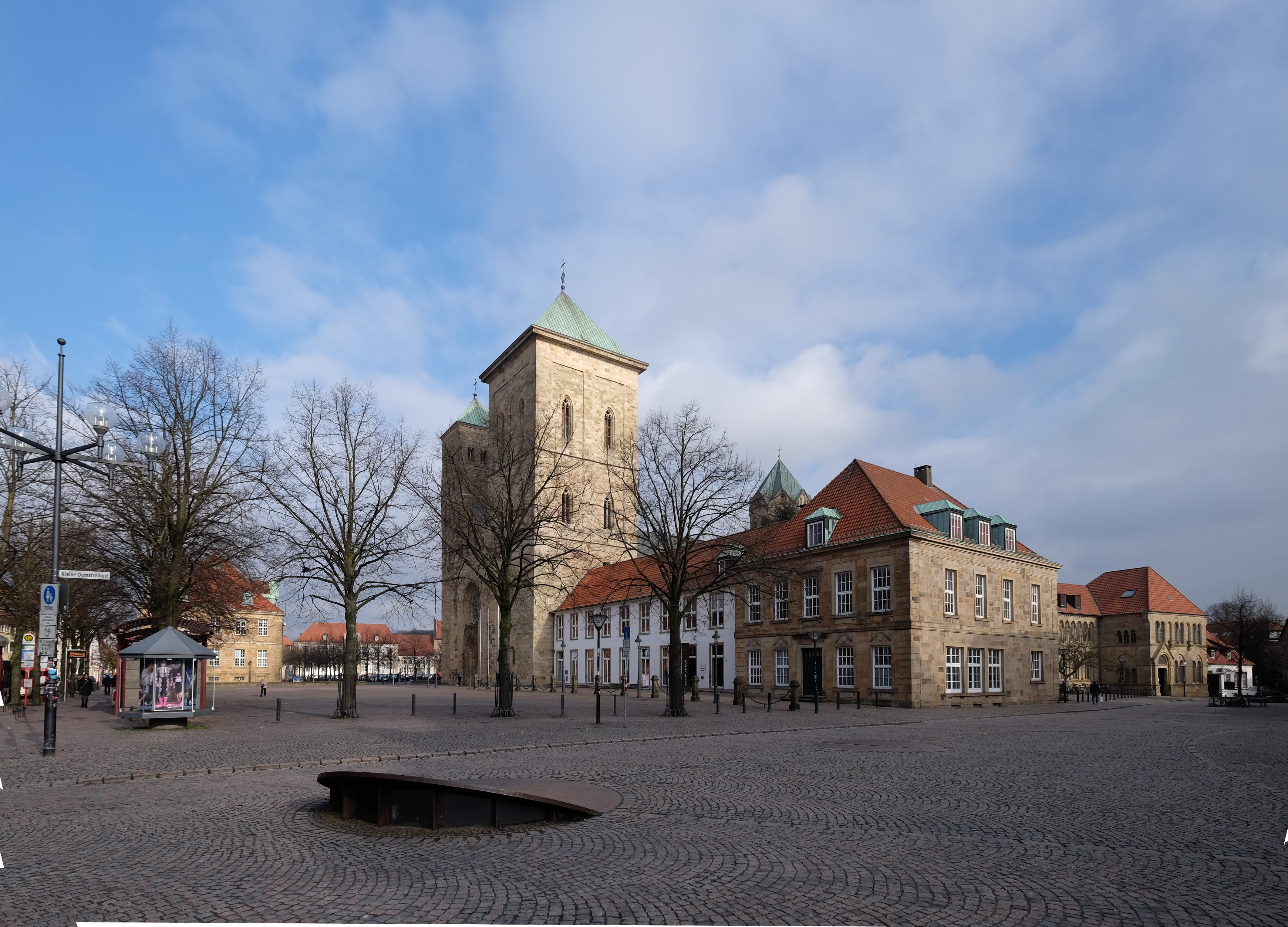
Blick über den Platz zum Dom und zu der Domsfreiheit
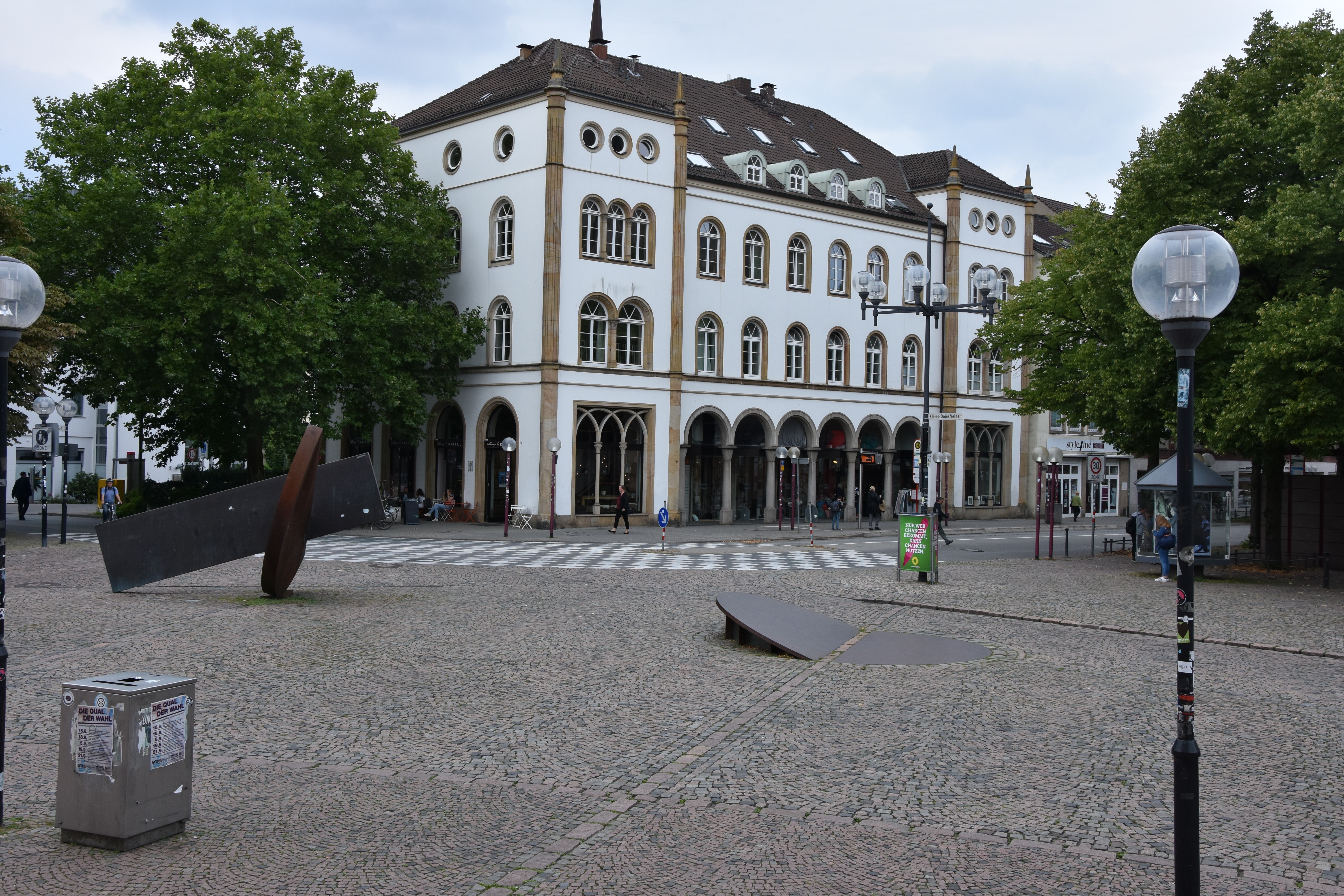
Schachbrettmuster auf der Straße, davor ein weiteres Stück der Plastik von Joachim Bandau
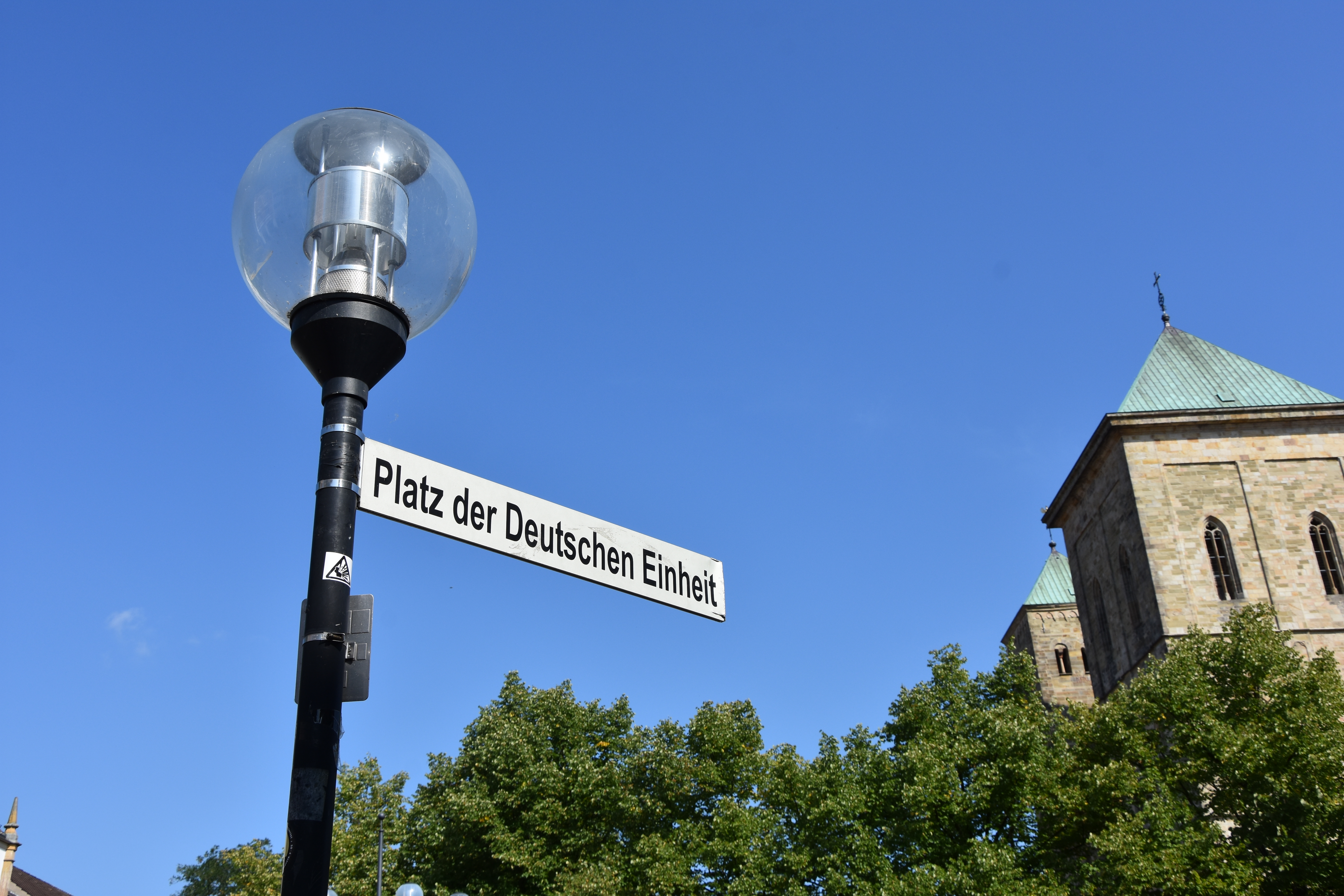
Straßenlaterne mit Straßenschild